# Pinanga sibuyanensis
Pinanga sibuyanensis är en enhjärtbladig växtart som beskrevs av Odoardo Beccari. Pinanga sibuyanensis ingår i släktet Pinanga och familjen Arecaceae. Inga underarter finns listade i Catalogue of Life.